# Distretto di Mandimba
Il distretto di Mandimba è un distretto del Mozambico, facente parte della Provincia di Niassa.